# Havtrollet
Havtrollet är en sjö i Borlänge kommun i Dalarna och ingår i Dalälvens huvudavrinningsområde.
Havtrollet är även namnet på en kortfilm delvis inspelad vid denna sjö.